# Tityus stigmurus
Espèce
Synonymes
- Isometrus stigmurus Thorell, 1876

Tityus stigmurus est une espèce de scorpions de la famille des Buthidae.

## Distribution
Cette espèce est endémique du Brésil. Elle se rencontre dans les État du Pernambouc, du Paraíba, du Rio Grande do Norte, du Ceará, du Piauí et de Bahia.

## Description

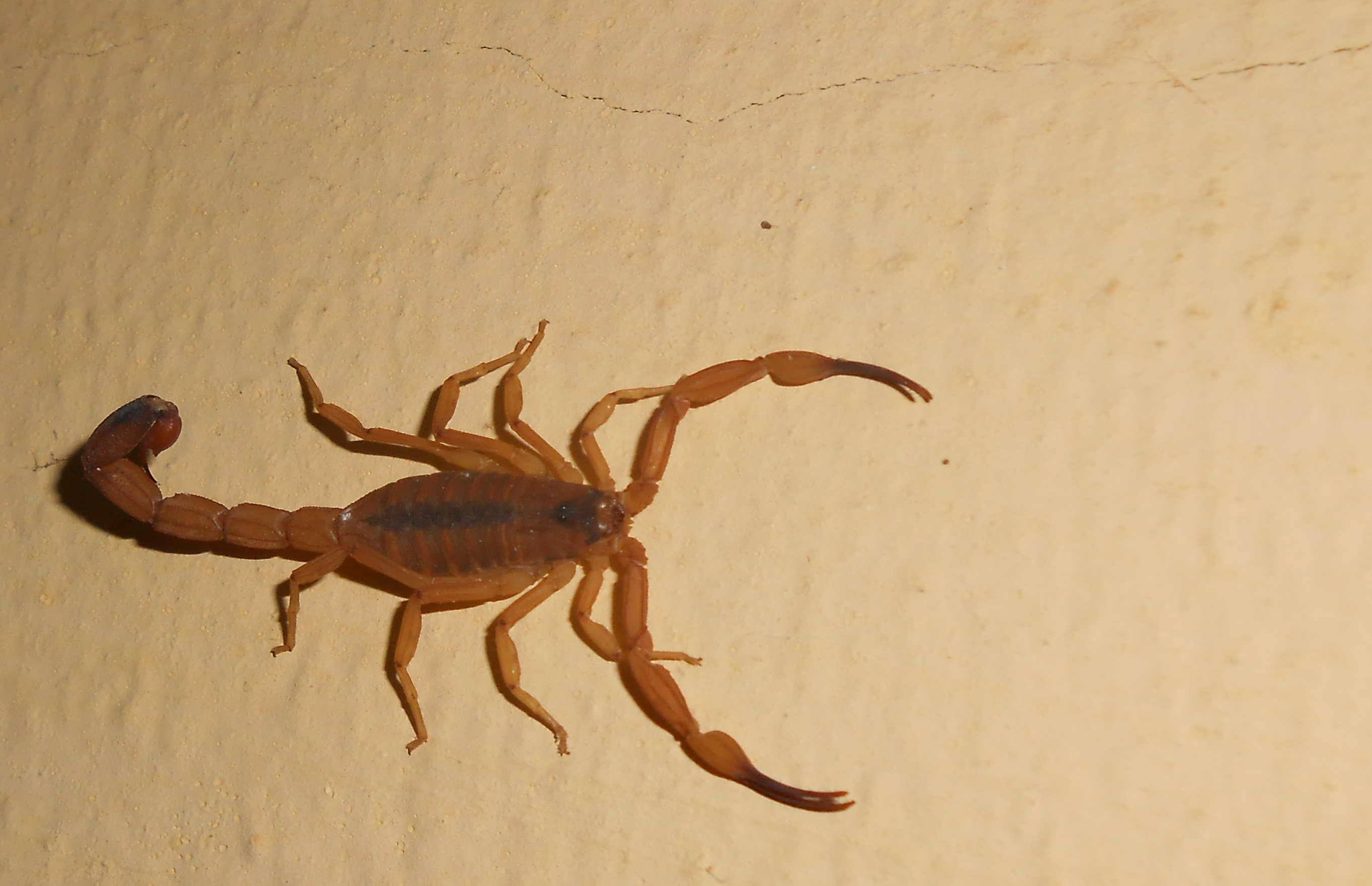
Tityus stigmurus

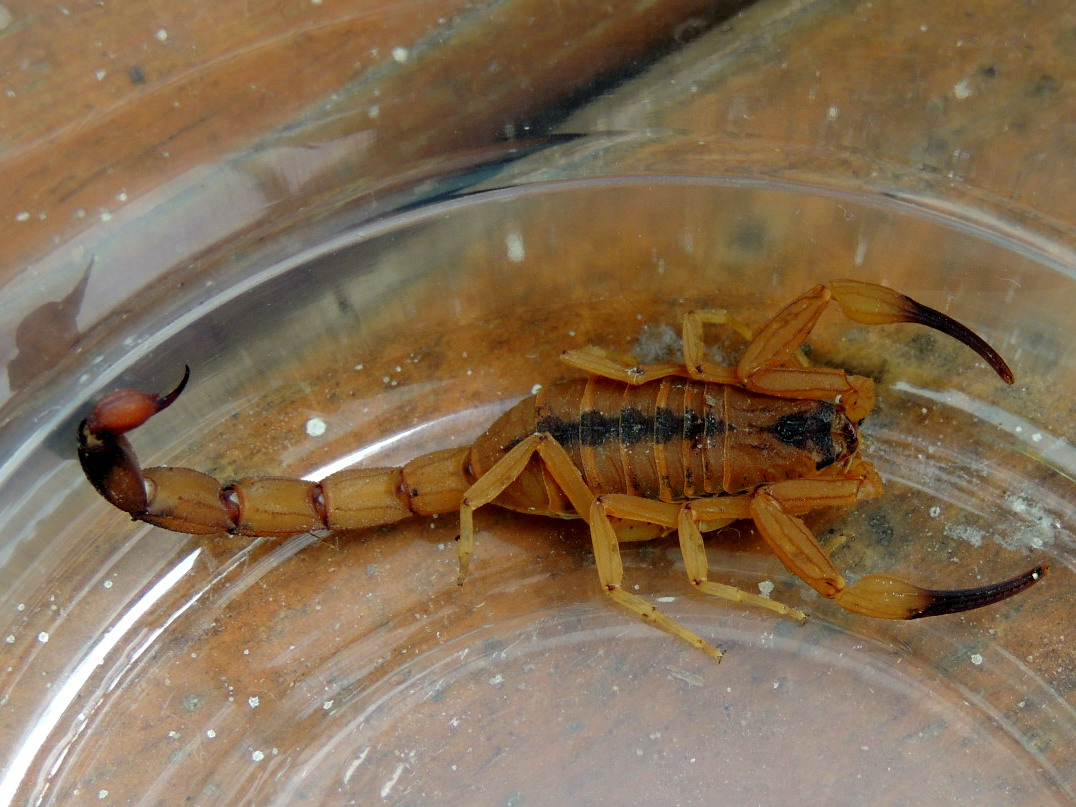
Tityus stigmurus

La femelle holotype mesure 65 mm.

## Systématique et taxinomie
Cette espèce a été décrite sous le protonyme Isometrus stigmurus par Thorell en 1876. Elle est placée dans le genre Tityus par Kraepelin en 1899.

## Publication originale
- Thorell, 1876 : « Études Scorpiologiques. » Atti della Società Italiana di Scienze Naturali, vol. 19, p. 75–272 (texte intégral).